# 승수
승수(乘數)는 칸(Richard Kahn), 케인스에 의해 경제분석에 도입된 개념이다. 칸은 어떤 사업활동에 따라 최초로 야기된 제1차 고용의 변화가 그 사업으로부터 잇달아 다른 생산활동이 유발되는 결과로서 총고용에 얼마만한 효과가 미치는가를 고찰했다. 한편 케인스는 그의 『고용·이자 및 화폐의 일반이론』에서 칸의 이론(고용승수 이론이라 일컫는다)에 바탕을 두고 투자의 변화가 국민소득에 미치는 효과를 고찰하여 이를 투자승수(投資乘數)로 방식화했다. 그 후의 케인스 경제학 발전의 역사는 동시에 또한 승수이론의 발전이기도 했고 칸·케인스의 승수이론의 갖가지 면에서의 확충 내지 전개가 시도되었다.  승수를 극히 일반적으로 정의하면 그것은 다음과 같이 될 것이다. 여기 경제체제의 내부적인 움직임에 따라 경제량을 내생변수(內生變數)라 부르고 경제체제 외부에서 어떤 크기에 주어지는 경제수량을 외생변수(外生變數)라고 하자. 이 때 승수란 어느 경제체제(혹은 모델)에 있어서 그것에 포함되는 어떤 외생변수의 한계적 변화분에 대한 그 내생변수의 한계적 변화분의 비(比)라고 할 수 있다. 여기서 이 외생변수의 한계적 변화분을 피승수(被乘數)라 하며 체계의 여러 피라미터에 의해 승수를 규정하는 식을 승수방정식이라고 한다.
승수의 성격은 다음에 의해 규정된다.
1. 그것이 유도하는 경제 모델
2. 피승수가 되는 외생변수
3. 그 변화가 문제가 되는 내생변수 등

따라서 여러 가지 승수는 구별된다. 예를 들면 그 모델이 정학(靜學) 모델이냐 동학(動學) 모델이냐에 따라 정학승수와 동학승수가 구별되며 또한 매크로적(거시적) 모델이냐 다부문(多部門) 모델이냐에 따라 매크로적 승수와 다부문승수(혹은 행렬승수)가 구별되어 있다. 피승수가 되는 외생변수로서 무엇이 생각되느냐에 따라 고용승수·투자승수·지출승수·재정승수·외국무역승수 등으로 구별된다. 그 변화가 문제되는 내생변수로는 흔히 국민소득이 생각되나 이 밖에 총고용량·총생산고 혹은 물가수준 따위가 선정되는 경우도 있다.

## 같이 보기
- 승수효과